# NGC 3326
NGC 3326 est une vaste galaxie spirale située dans la constellation du Sextant. Elle a été découverte par l'astronome allemand Albert Marth en 1865.

## Caractéristiques
Sa vitesse par rapport au fond diffus cosmologique est de 8 494 ± 25 km/s, ce qui correspond à une distance de Hubble de 125,3 ± 8,8 Mpc (∼409 millions d'al).
La classe de luminosité de NGC 3326 est I et elle présente une large raie HI. Elle renferme également des régions d'hydrogène ionisé.
NGC 3326 est une galaxie dont le noyau brille dans le domaine de l'ultraviolet. Elle est inscrite dans le catalogue de Markarian sous la cote Mrk 1260 (MK 1260).
Selon la base de données Simbad, NGC 3326 est une radiogalaxie.